# Zadruga
Zadruga (bulgariska: Задруга) är ett distrikt i Bulgarien.   Det ligger i kommunen Obsjtina Kubrat och regionen Razgrad, i den nordöstra delen av landet, 280 km öster om huvudstaden Sofia.
Trakten runt Zadruga består till största delen av jordbruksmark. Runt Zadruga är det ganska tätbefolkat, med 58 invånare per kvadratkilometer.